# 沃勒佩尼勒
沃勒佩尼勒（法語：Vaux-le-Pénil，法語發音：[vo lə penil] ⓘ）是法国塞纳-马恩省的一个市镇，属于默伦区。

## 地理
沃勒佩尼勒（48°31'35"N, 2°40'56"E）面积11.64 平方千米，位于法国法蘭西島大區塞纳-马恩省，该省份为法国北部内陆省份，北起瓦兹省，西接埃松省、马恩河谷省、塞纳-圣但尼省和瓦兹河谷省，南至卢瓦雷省，东南接约讷省，东临马恩省和奥布省，东北接埃纳省。
与沃勒佩尼勒接壤的市镇（或旧市镇、城区）包括：曼西、沙特雷特、塞纳河畔利夫里、默倫、拉罗谢特、锡夫里-库尔特里。

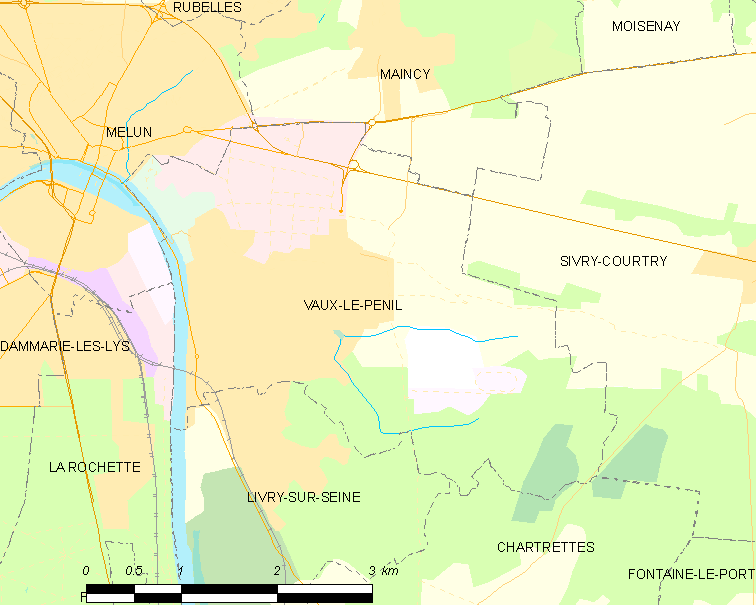
沃勒佩尼勒的OSM定位图

沃勒佩尼勒的时区为UTC+01:00、UTC+02:00（夏令时）。

## 行政
沃勒佩尼勒的邮政编码为77000，INSEE市镇编码为77487。

## 政治
沃勒佩尼勒所属的省级选区为默伦县。

## 人口

1962-2008年间沃勒佩尼勒人口变化图示

沃勒佩尼勒于2022年1月1日时的人口数量为11378人。